# Enrico Rosso
Enrico Rosso (Biella, 15 maggio 1961) è un alpinista italiano.
Ha scalato, in prima ascensione assoluta, itinerari su alcune delle più impegnative vette himalayane con spedizioni leggere e in “stile alpino” (senza l'utilizzo di corde fisse e campi fissi in parete).

## Biografia
Tra il 1983 e il 1986, sulle Alpi occidentali, apre numerose vie nuove. Maturata l'idea di un alpinismo “leggero” basato sull'utilizzo di mezzi tecnici strettamente indispensabili.
Nel 1984, nelle Ande Peruviane della Cordillera Huayhuash, apre due nuove vie: la prima sulla parete nord-est dello Jirishanca Chico (m 5446), la seconda sulla parete nord-ovest del Ninashanca (m 5607). Nel 1986, con Fabrizio Manoni e Paolo Bernascone realizza, in otto giorni di durissima scalata, la prima ascensione della parete nord-est del Monte Shivling (m 6543), nell'Himalaya del Garhwal: uno dei maggiori problemi alpinistici himalayani irrisolti dell'epoca. 

Negli anni successivi continua ad impegnarsi sulle montagne dell'Himalaya, concentrandosi sulla ricerca di nuove vie di scalata, dove applicare il concetto di “spedizione leggera” e “stile alpino”. In quell'anno, gli alpinisti americani Jeff Lowe e Marc Twight, hanno posto all'attenzione del mondo alpinistico l'inviolata cima est del Nuptse, tentandola per ben due volte, attraverso il pilastro sud, senza successo. Nel 1987, con Fabrizio Manoni, Enrico Rosso compie il terzo tentativo al Nuptse Est attraverso il pilastro sud. Le condizioni indurranno i due alla rinuncia sulla “Diamond Tower”, il passaggio chiave della via, 30 metri sopra il punto massimo precedentemente raggiunto dalla cordata Lowe-Twight.

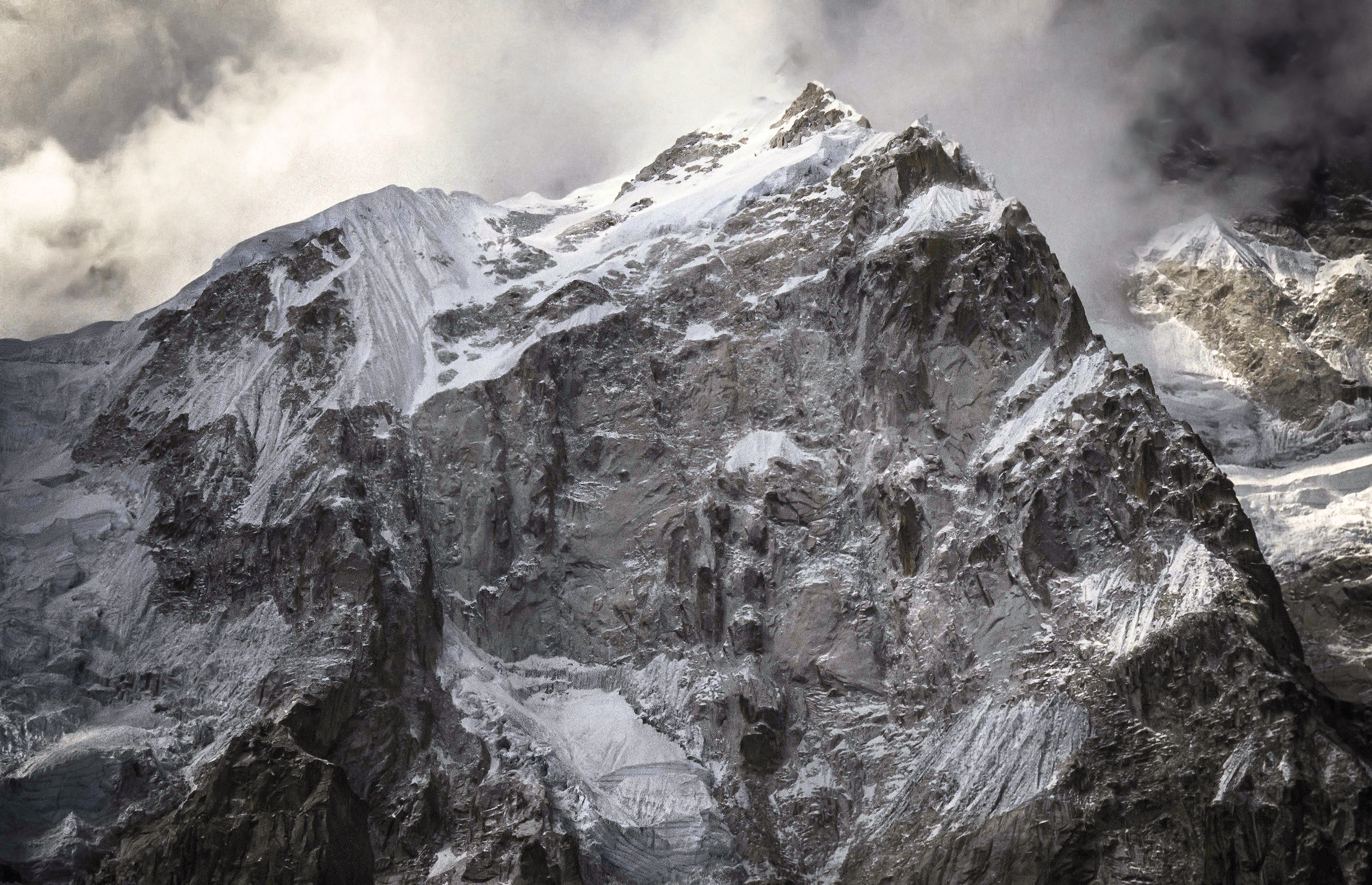
Il pilastro sud del Nuptse (a destra della fotografia)

Nel 1989 ritorna sul Nuptse, sulla stessa via, con Kurt Walde. Assieme a quest'ultimo e ai canadesi Peter Arbil e Gim Elzinga, trovati al campo base del Nuptse con lo stesso progetto, compie la prima salita del pilastro sud, aprendo una via di 1600 m fino alla cima (m 6917). 

Nel luglio del 1988, con Marco Forcatura e Marco Marciano, scala lo sperone sud-ovest del Latok III (m 6949) nel Karakorum. È la seconda salita assoluta della montagna e la prima in stile alpino.
Il mese seguente, con Marco Forcatura, ripete lo storico itinerario aperto sulla cresta nord-est del Monte Kun (m 7087) nel gruppo del Nun Kun, nell'Himalaya Kashmiriano, dalla spedizione guidata Mario Piacenza nel 1913.
Quest'ultima sarà la prima di una serie di spedizioni che avranno come obiettivo un programma di ricerca storica sull'attività di due importanti alpinisti-esploratori dei primi decenni del secolo scorso: Alberto Maria De Agostini e Mario Piacenza. 

Al rientro della spedizione al Kun (agosto 1988), assieme a Paolo Cavagnetto, compie la prima salita assoluta del “pilastro di sinistra” della parete est delle Grandes Jorasses.
Nel 1994, con Giancarlo Ruffino e Alessandro Vanetti, apre in stile alpino una difficile via di 1400 m sul pilastro nord-est del Thalay Sagar (m 6904), nell'Himalaya del Garhwal.
Nel 1995, con Giancarlo Ruffino, apre una via nuova sulla parete sud della Gorra Blanca nelle Ande Patagoniche.

Nel 1990 e 1992 compie due spedizioni alpinistico-esplorative in Patagonia e Terra del Fuoco, con l'obbiettivo principale di realizzare un film-documentario sull'ultimo grande esploratore delle Terre Australi: Alberto Maria De Agostini.
Nel 2003, viene coinvolto da Valerio Bertoglio nella collaborazione con la “Esquela Don Bosco en Los Andes” fondata dall’Operazione Mato Grosso e diretta dall’Italiano Giancarlo Sardini. Nel corso della spedizione, con Fabrizio Manoni e i peruviani Cesar Rosales e Miguel Martinez, la cresta sud del Nevado Copa (m 6188). Questa salita riceverà il premio Paolo Consiglio del Club Alpino Accademico Italiano.
Nel 2008 sempre nell’ambito del progetto di formazione di guide d’alta montagna della “Esquela Don Bosco en Los Andes”, guida una spedizione Italo-Peruviana che porta alla salita di una nuova via sulla Parete nord-ovest del Nevado Santa Cruz (m 6259).
Nel 2011 con Paolo Stoppini e Fabrizio Manoni, traccia una nuova e difficile via sulla parete est del Nevado Santa Cruz Chico (m 5800) e scala il Gran Gendarme del Nevado Santa Cruz Principale.
Nel 2011 viene chiamato a fare parte della giuria internazionale dei Piolets d’Or, il più prestigioso riconoscimento alpinistico a livello mondiale, con la seguente motivazione:
Dal 2006 al 2013 compie diversi viaggi in Patagonia e Terra del Fuoco per portare a termine alcune scalate e per completare la seconda fase di ricerche sulla figura di Alberto De Agostini.
Nel 2006, assieme ai peruviani Hector Vidal Lopez e Amador Maquin Figueroa delle GuideDonBosco , scala l'Aiguille Poincenot (m 3036) e il Cerro De Girad, nello Hielo Continental Sur, per lo sperone ovest. Negli anni successivi, per esigenze filmiche, sale il Cerro Solo, il Cerro Electrico e il Cerro Vespignani.
Dal 2014, inizia una collaborazione con il sacerdote missionario e alpinista Antonio Zavatarelli (Padre Topio). Si recherà così in Bolivia, sull’altipiano ai piedi della Cordillera Real. Sarà il primo di tre viaggi nei quali collaborerà, assieme a Valerio Bertoglio e numerosi alpinisti e volontari biellesi, con la Missione di Penas e, in particolare, con “l’Università Campesina” per la formazione di alpinistica degli allievi. Nell’ambito di queste attività, oltre alla scalata di alcune montagne per vie classiche, come: Condoriri, Chachacomani e Huayna Potosi, compie la prima ripetizione della cresta Sud-Ovest del Jakoceri (Iaqusiri – m 5900), appena scalata dai francesi Jules Jenner e Alexis Collette, con Davide Vitali e Pietro Sella e, sempre con Pietro Sella e Antonio (Topio) Zavatarelli, apre una nuova via (Mindfulness) sulla parete Ovest del Monte Rumi Mallku (m 5900). L’anno successivo con Marco Rainone, Antonio (Topio) Zavatarelli, Davide Vitali, Rosmel Varillas Acuna e Ronaldo (Aski) Choque Camargo si reca nella Cordillera di Quimsa Cruz (Kimsa Cruz). Il gruppo realizzerà una nuova via (Kamasa) sul versante Nord della "Gran Muralla" (m 5200).
Nel 2018 scala il Monte Kenya compiendo la traversata delle due cime principali, Batian e Nelion. Nel 2020, per la seconda volta viene chiamato a fare parte della giuria internazionale dei Piolets d’Or.

## Premi
- 1987, Protagonista dell'Avventura: conferito dal Trento Filmfestival (1987) per la prima scalata assoluta in stile alpino della parete nord-est dello Shivling (Himalaya del Garhwal)
- 2003, Premio Paolo Consiglio: conferito dal CAAI (Club Alpino Accademico Italiano) per la prima scalata assoluta in stile alpino della cresta sud del Nevado Copa (Ande Peruviane – Cordillera Blanca)

## Libri
- 2010, Impalpabili Regioni dell'Etere (edizioni Lineadaria): il libro racconta la storia di cinque spedizioni alpinistiche e documentative in Patagonia e Terra del Fuoco. Durante i viaggi, oltre a diverse salite e traversate alpinistiche ed esplorative, è stata svolta un'ampia ricerca e realizzati due film-documentari sulla figura di Alberto Maria De Agostini.
- 2018], Shiva’s Lingam – Viaggio Attraverso la Parete Nord-Est (edizioni Versante Sud). Il racconta la storia della prima ascensione assoluta in stile alpino della parete Nord-Est del Monte Shivling nell'Himalaya del Garhwal.

## Attività filmica
- 1991, Un Diverso Immaginario – Kun 1913-1988: documentario sulla spedizione Piacenza che nel 1913 scalò in prima assoluta il Monte Kun, (7070 m) nell'Himalaya Kashmiriano, riportando uno straordinario successo alpinistico per l'epoca.
- 1993, Padre Patagonia: le esplorazioni, le scalate e gli studi scientifici dell'ultimo grande esploratore delle Terre Magellaniche, Alberto Maria De Agostini.
- 2003, Los Jovenes Guias De Los Andes: il lavoro di ricerca e apertura di una nuova via sulla Cordillera Blanca, nelle Ande Peruviane, con i ragazzi della "Scuola per guide di alta montagna di Marcarà".
- 2006, Alpinisti Biellesi sulle Ande: la storia di più di sessant'anni di alpinismo biellese sulla Cordigliera Andina, dalle cime peruviane fino alla Terra del Fuoco.
- 2010, Impalpabili Regioni dell'Etere: l'eclettica figura di Alberto Maria De Agostini nel centenario del suo arrivo in Patagonia e nel cinquantenario della sua scomparsa.
- 2013, Le Montagne non Finiscono Là: il racconto della nascita di un’idea e di un sogno. Le emozioni dell’aspettativa, l’organizzazione e lo svolgimento di una spedizione alpinistica nel Ghiacciaio Continentale della Patagonia (regia di Maurizio Pellegrini e Arianna Colliard).